# Hildur Andersen
Hildur Andersen (Oslo, 25 de mayo de 1864 – Oslo, 20 de diciembre de 1956) fue una pianista y pedagoga musical noruega.
Nació en Christiania, actualmente, Oslo,  hija del stadsingeniør Oluf Martin Andersen y Annette Fredrikke Sontum, y fue hermana del geógrafo Aksel Arstal. Hizo su debut como concertista en Kristiania en 1886. Es conocida tanto como pianista de conciertos como por sus conferencias sobre música. Tuvo una estrecha amistad con el dramaturgo Henrik Ibsen, y se considera que fue la modelo para el personaje "Hilde Wangel" en la obra de Ibsen El maestro constructor. En 1924, recibió la Medalla al Mérito del Rey en oro.